# Готельний номер
«Готельний номер» (італ. «Camera d'albergo») — італійсько-французька кінокомедія режисера Маріо Монічеллі, що вийшла 12 лютого 1981 року.

## Сюжет
Три історії, що відбуваються в тій самій кімнаті готелю у 1992, 1969 і 1936 роках. Діалоги і монологи героїв про людські долі, зради, злочини, об'єднані місцем дії.

## У ролях
| Вітторіо Гассман | ···· | Акілле Менгароні |
| Моніка Вітті     | ···· | Фламінія         |
| Енріко Монтесано | ···· | Фаусто Талпоні   |
| Беатріс Бруно    | ···· | Емма Крочетті    |
| Роже П'єр        | ···· | Тоніно Аккрочча  |
| Іда Ді Бенедетто | ···· | незаймана жінка  |
| Нестор Гаре      | ···· | Чезаре Де Блазі  |
| Франко Ферріні   | ···· | Джанні           |
| Даніеле Форміка  | ···· | Альдо            |

## Знімальна група
| Режисер    | ···· | Маріо Монічеллі                                     |
| Сценарій   | ···· | Адженоре Інкроччі, Маріо Монічеллі, Фуріо Скарпеллі |
| Продюсер   | ···· | Ауреліо Де Лаурентіс, Луїджі Де Лаурентіс           |
| Оператор   | ···· | Тоніно Деллі Коллі                                  |
| Композитор | ···· | Детто Маріано                                       |
| Монтаж     | ···· | Руджеро Мастроянні                                  |